# Inuyasha: A Feudal Fairy Tale
Inuyasha: A Feudal Fairy Tale (犬夜叉 戦国お伽合戦?, Inuyasha: Sengoku Otogi Kassen) è un picchiaduro a incontri 2D per PlayStation basato sul manga ed anime Inuyasha. Il videogioco consiste in una serie di combattimenti che servono a creare la trama della serie. È uscito il 5 dicembre 2002 in Giappone, e il 10 aprile 2003 in America del Nord.

## Personaggi
La seguente è la lista dei personaggi selezionabili dal giocatore:
- Inuyasha
- Kagome Higurashi
- Miroku
- Sango
- Shippo
- Naraku (segreto)
- Sesshomaru (segreto)
- Kagura (segreto)
- Koga (segreto)
- Totosai (segreto)
- Demone Inuyasha (segreto)
- Kikyo (segreto)